# Slovenski daoistični tempelj najvišje harmonije
Slovenski daoistični tempelj najvišje harmonije je prva verska skupnost v Sloveniji, ki temelji na filozofsko - religiozni tradiciji daoizma.
Daoizem spada v skupino sedmih najstarejših, danes še aktivnih religij sveta: Hinduizem, Judaizem, Zoroastrizem, Jainizem, Daoizem, Konfucianizem, Budizem.

## Kratka zgodovina Slovenskega daoističnega templja najvišje harmonije
1. dne 4. lunarnega meseca, leta 4715 (dne 26. 4. 2017), ob njegovem obisku na Dnevih kitajske daoistične kulture v Sloveniji, shifu Yuan Li Min  (師父 袁理敏) spodbudi in podpre razmišljanje o ustanovitvi slovenske daoistične verske skupnosti.
Dne 28.9.2017 je taishiye Zhou Gao Xian (太師爺 周高仙) organiziral sestanek v templju Baiyunguan, sedežu Daoistične zveze Kitajske v Beijingu. Sestanka so se udeležili: generalna sekretarka Daoistične zveze Kitajske, Feng He, Wang Tongjiang iz uredniškega oddelka Daoistične zveze Kitajske, Tai Shiye Zhou Gao Xian, mag. Darija Mavrič Čeh in Jure Čeh.
Dne 20.3.2018 je shifu Yuan Li Min  (師父 袁理敏) določil ime; 斯洛文尼亚道教太和宫 / Slovenski Daoistični Tempelj Najvišje Harmonije.
Ustanovna seja Slovenskega daoističnega templja najvišje harmonije je bila 9. dne 4. lunarnega meseca 4716 (dne 23.5.2018), na 771 obletnico rojstnega dne Zhang Sanfeng-a utemeljitelja Wudang Xuan Wu Paia. Ustanovni člani so izvolili organe verske skupnosti in sprejeli statut. 
Izvoljeni in potrjeni so bili sledeči organi:
- rektor Jure Čeh - Yuán Wēi Qí "(袁微琪)"
- prorektorica Darija Mavrič Čeh
- dekan Miha Virant
- vodja pravne službe Tomaž Cek

14. dne 4. lunarnega meseca 4716 (dne 28.5. 2018), na 1222 obletnico rojstnega dne Lü Dongbin-a, so bili vsi potrebni dokumenti za registracijo verske skupnosti oddani na vložišču Ministrstva za Kulturo.

Dne 15. 6. 2018 je Ministrstvo za Kulturo Republike Slovenije (Urad za verske skupnosti) potrdilo registracijo verske skupnosti.
- Znak Slovenskega daoističnega templja najvišje harmonije / 斯洛文尼亚道教太和宫
- Žig Slovenskega daoističnega templja najvišje harmonije  / 斯洛文尼亚道教太和宫

## Pomembnejši dogodki
- 26.5.2023 v Neaplju poteka mednarodni seminar organiziran s strani Papeške teološke fakultete južne Italije ter s strani Italijanskega daoističnega templja (Chiesa Taoista d'Italia), katerega se prispevkom udeležita tudi mag. Darija Mavrič Čeh in Jure Čeh.
- 25.9.2023 se na Maoshanu (provinca Jiangsu na Kitajskem) ustanovi Svetovna daoistična zveza (World Federation of Daoism - WDF), ki je bila razglašena v sklopu 5. Mednarodnega daoističnega foruma. Na dogodku prisostvuje čez 500 delegatov/članov 52 daoističnih združenj iz 39 držav in regij, med njimi tudi prorektorica mag. Darija Mavrič Čeh in rektor Jure Čeh kot predstavnika Slovenskega daoističnega tempelja najvišje harmonije - edine tovrstne verske skupnosti v Sloveniji. Slovenija se je tako postavila ob bok 7 sestram daoističnih združenj v Evropi (Nemčije, Italije in Francije) in se s tem zapisala na svetovni zemljevid kultiviranja in promoviranja daoistične prakse v vsakdanjem življenju (*World Federation of Daoism established to promote Daoist unity - CGTN).
- 19.3.2024 na Kitajskem je potekal prvi svet Svetovne daoistične zveze, na katerem sta sodelovala tudi mag. Darija Mavrič Čeh in Jure Čeh.

## Svetovna Daoistična zveza (World Federation of Daoism)
Svetovna Daoistična Federacija (World Federation of Daoism - WDF) je bila ustanovljena 25.9.2023 na gori Maoshan na Kitajskem v sklopu 5. Mednarodnega daoističnega foruma.
Li Guangfu, predsednik Kitajske daoistične zveze je dejal, da bo zveza delovala za spodbujanje enotnosti in sodelovanja daoističnih skupnosti po vsem svetu ter pripomogla k boljšemu mednarodnemu prepoznavanju in prakticiranju daoizma.
Zhang Gaocheng, namestnik predsednika Kitajske daoistične zveze je pozdravil ustanovitev zveze kot mejnik v zgodovini religije, ker naj bi prispevala k mirnejšemu razvoju sveta in h gradnji skupnosti z zavedanjem in boljšim namenom za prihodnost vsega človeštva.
Forum ob ustanovitvi Svetovne daoistične Federacije je bil tematsko usmerjen v "spoštovanje dao-a in ohranjanje kreposti ter sodelovanje s svetom". Tema, kot so jo pojasnili organizatorji, kaže na iskanje vsebine znotraj daoistične misli in modrosti, ki se ujema in integrira z moderno družbo, kar omogoča polno izražanje pozitivne naravnanosti daoizma za aktivni prispevek h gradnji človeške skupnosti s skupno prihodnostjo.
Čeprav je bil forum versko tematski, je ostal v koraku s časom in naslovil številne aktualne družbene teme in teme javnega interesa, kot so dobrobit ljudi, ekološko upravljanje in skupna prihodnost človeštva. Poskušali so ponuditi nove poglede in rešitve za skupne izzive, s katerimi se danes sooča človeška družba, s starodavno vzhodno modrostjo, vpisano v daoizem.
Ob ustanovitvi WDF so štiri evropske daoistične skupnosti podpisale pogodbe s štirimi kitajskimi daoističnimi samostani, ki jih bodo tudi uradno podpirali pri ustreznem razvoju. Sestrinski samostan Slovenskega daoističnega templja je Chongdao Gong (Yichun City, Jiangxi provinca), ki ga vodi Song Chongdao.

## Verski prazniki
Verski prazniki so vezani na lunarni koledar. Za določitev datuma po gregorianskem koledarju se uporablja pretvorbena tabela observatorija v Hong Kongu.
1. Sānqīng (Trije čisti):
  1. Yuqing (Žadasto božanstvo) Yuánshǐ Tiānzūn, "Nebeški imenitnik prvobitnega začetka  –  8. dan 1. lunarnega meseca
  2. Shangqing (Najvišja čistost) Lingbao Tianzun »Nebeški imenitnik numinoznega zaklada  – 23. dan 6. lunarnega meseca
  3. Taiqing (Velika čistost) - Daode Tianzun (Nebeški imenitnik Daa in vrline)  –  15. dan 2. lunarnega meseca
2. Rojstni dan Žadastega cesarja /Yuhuang Dadi  –  9. dan 1. lunarnega meseca
3. Mati Daa oz. Chóngyáng jié /Doumu 斗母 ali Daomu 道母 – 9. dan 9. lunarnega meseca
4. Skrivnostno nebeško najvišje božanstvo  / Xuantian Shangdi /玄天上帝– 3. dan 3. lunarnega meseca
5. 15. dan drugega lunarnega meseca je praznik posvečen Lao Ziju oz. načelu poučevanja, ki ga predstavlja Dao De Tianzun.
6. Zhang San Feng / 张三丰 –  9. dan 4. lunarnega meseca